# Stadionul Olimpic din Londra
Stadionul Olimpic din Londra este un stadion polivalent din Londra, Marea Britanie. El a fost elementul central al Jocurilor Olimpice de vară din 2012 și a celor Paralimpice. Stadionul se află în Lane Marshgate în Stratford în Lower Lea Valley și are o capacitate de aproximativ 80.000 de locuri ceea ce îl face temporar al treilea cel mai mare stadion din Marea Britanie după Wembley și Stadionul Twickenham. Pregătirea terenului pentru stadion a început la mijlocul anului 2007, iar construcția a început oficial pe 22 mai 2008, deși lucrările de foraj pentru fundație au început cu patru săptămâni înainte de data respectivă. Construcția s-a terminat pe 29 martie 2011.
Din sezonul 2016-2017, pe acest stadion urmează să își dispute meciurile de pe teren propriu echipa londoneză West Ham United.

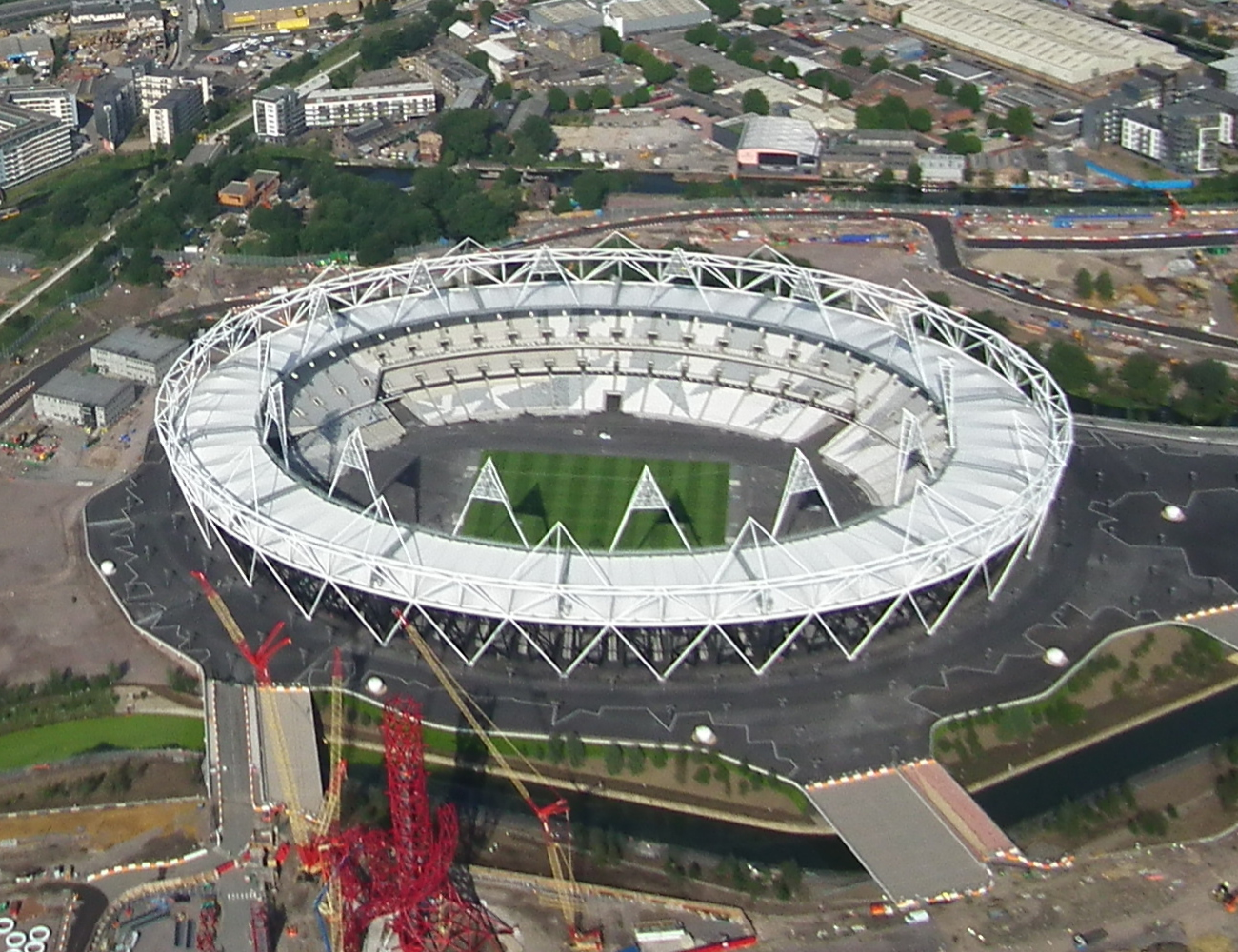